# Benito Jerónimo Feijoo
Benito Jerónimo Feijoo y Montenegro (Ourense, 8 ottobre 1676 – Oviedo, 26 dicembre 1764) è stato un saggista e religioso spagnolo.
Viene considerato come la figura letteraria più importante della Spagna del Settecento, il primo illuminista della penisola iberica. 

## Biografia
Era un monaco benedettino, poliglotta e studioso di arte e letteratura. Insegnò filosofia tomistica per undici anni anche all'Università di Oviedo, ma successivamente si dedicò agli studi ed agli insegnamenti liberi, socratici, discorrendo con i molti allievi che venivano a visitarlo nella sua cella del Monastero di San Vicente.
Si dedicò prevalentemente al saggio e la sua opera principale è il Teatro crítico universal, del 1726. Un'altra opera importante è Cartas eruditas, una raccolta di 166 saggi.
Illuminista ante litteram, sostenitore della libertà di pensiero nelle questioni non di appartenenza ai dogmi della fede, e dell'importanza di combattere la superstizione e l'ignoranza del popolo, nelle sue opere si occupò di vari argomenti, dalla storia alle scienze (in particolar modo medicina e psicologia), dalla filosofia alla letteratura.
Non mancarono i suoi avversari e riuscì ad accumulare qualche denuncia all'Inquisizione, e solo grazie alla protezione del re Ferdinando VI evitò guai peggiori.